# トバイアス・フリア＝ジョーンズ
トバイアス・フリア＝ジョーンズ（Tobias Frere-Jones、1970年8月28日 - ）は、アメリカ合衆国の書体デザイナーで、ニューヨーク市を拠点に活動している。自身の書体デザイン会社Frere-Jones Typeを運営する傍ら、イェール美術学校修士課程にて書体デザインの教育も行っている。出生名はトバイアス・エドガー・マロリー・ジョーンズ (Tobias Edgar Mallory Jones)。
代表的な書体には、2008年のバラク・オバマ大統領選挙キャンペーンで使用されたGotham、『マーサ・スチュワート・リビング』やウェルズ・ファーゴで使用されたArcherなどがある。

## 経歴
フリア＝ジョーンズはブルックリン区で育ち、セント・アンズ・スクール在学中に文字デザインに興味を持つようになった。父は広告代理店向けのライターであるロビン・カーペンター・ジョーンズ、母はイギリス出身でアレクサンダー・スチュアート・フリアの娘、旧姓エリザベス・フリアである。音楽評論家のサーシャ・フリア＝ジョーンズは実弟であり、作家エドガー・ウォーレスは曽祖父にあたる。
1992年にロードアイランド・スクール・オブ・デザインで美術学士号 (BFA) を取得したのち、ボストンのFont Bureauに入社し、シニア・デザイナーを務めた。ここではInterstateをはじめとする、同社を代表する多数の書体を制作した。1996年からはイェール美術学校で教鞭を執り、マシュー・カーターやニナ・シュテッシンガーとともに書体デザインを指導している。
1999年、フリア＝ジョーンズはFont Bureauを退職してニューヨークへ戻り、ジョナサン・ヘフラーが興した書体制作会社に加わった。2005年には社名がHoefler & Frere-Jonesに改称された。両者の協働により、『ウォール・ストリート・ジャーナル』、『マーサ・スチュワート・リビング』、ナイキ、ペンタグラム、『GQ』、『エスクァイア』、『ニュー・タイムズ』、『ビジネス2.0』、『ニューヨーク・タイムズ・マガジン』など多くのプロジェクトが手がけられた。しかし2014年、フリア＝ジョーンズはヘフラーとのパートナーシップを解消し、彼を相手取り訴訟を提起した。訴訟は同年中に法廷外和解によって解決された。その後、自身の書体デザイン会社Frere-Jones Typeを設立し、2015年に最初の市販フォントファミリーMalloryをリリースした。
2006年には、書体デザインにおける革新を称え、オランダ王立芸術アカデミーよりヘリット・ノールツァイ賞を受賞。2013年にはAIGAメダルを、2019年にはスミソニアン協会クーパー・ヒューイット国立デザイン博物館から全米デザイン賞を受賞している。
フリア＝ジョーンズは、2006年にクリスティーン・アナベル・ベイトアップと結婚している。

## 書体デザイン

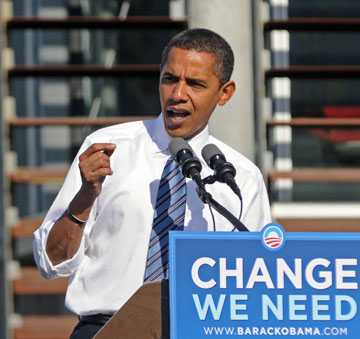
フリア＝ジョーンズの書体Gothamは、2008年のバラク・オバマ大統領選挙キャンペーンで使用されたことで広く知られるようになった

彼の代表的な書体のいくつかは、『マーサ・スチュワート・リビング』のために設計された

1990年代にフリア＝ジョーンズが手がけた書体の中には、Reactorをはじめとする、「グランジ・タイポグラフィ」と呼ばれる当時のスタイルに沿った非常に表現力豊かなデザインが含まれており、いくつかはネヴィル・ブロディのために制作されたものである。しかし彼は1994年の記事の中で、「グランジはもはや古臭い印象を否めず、多くの人がすでに飽きている」と述べている。2012年のクリストファー・ハマモトによるレビューでは、彼の後年の作品は「形式性と実用性」に基づいているとされており、『ビジネスウィーク』の記事では、彼の書体デザインは「歴史的書体に基づいた、よりクリーンなスタイルを志向している」と評されている。彼の人気書体ファミリーGothamは、ニューヨークの公共建築物に見られるレタリングから着想を得たものであり、のちに発表されたサンセリフ体Malloryは、自身の英国系の家族背景を反映した「自伝的な」コンセプトに基づいて設計されている。これは、英国とアメリカ双方のタイポグラフィの特徴を融合させる意図が込められている。
ポッドキャストのインタビューにて、フリア＝ジョーンズは自身の設計手法について以下のように語っている。
書体のデザインというのは、個々の文字そのものに焦点を当てるというより、そこに共通して流れる「テーマ」や、各文字が連携して機能するための「戦略」に関わるものだと思っています。たとえば「g」のボウル（内側の丸）をこうするとか、「q」の尻尾をどうするか、ということから始めるわけではないんです。アルファベットって、タイプデザイナーにとっては直線的な並びじゃなくて、小さな部族みたいにグループで捉えていくんですよ。最初に描く3文字はたいてい大文字の「H」（四角いグループの代表）、「O」（丸いグループ）、「D」（その中間）。この3文字だけでも、太さ、コントラスト、字幅、セリフの形や長さ、字間のスペースなど、たくさんの重要な決定が含まれています。なかでも特に大事なのが「文字と文字の間の空間」や、「文字の中の空間」をどう設計するか。これが書体の機能性に直結するんです。

だからこの最初の3文字だけで丸一日、あるいは数日費やすのは普通で、何度も描き直して調整するんですよ。それが終わったら、小文字の「n」「o」「p」という、同じく四角・丸・混合のセットに取りかかります。そしてそれらがうまく調和したら、大文字と小文字を全体として統一させて、そこから他の文字セットを広げていくのです。設計の成功は、こうした形がどれだけうまく組み合わさるかにかかっているので、できるだけ早くデジタルで表示して、自由に並べ替えながら確認するようにしています。
フリア＝ジョーンズの手がけた書体の多くはプロフェッショナル向けに設計されたもので、非常に大規模なファミリーを構成している。たとえばMalloryは、2019年時点で110種類のスタイルが用意されていた。彼に書体制作を依頼した組織には、『GQ』誌、ホイットニー美術館、『ウォール・ストリート・ジャーナル』、『マーサ・スチュワート・リビング』、エセックス・マーケットなどが含まれる。2014年には、彼の初期書体を出版したドイツの書体デザイナーであるエリック・シュピーカーマンが、「世界で2、3本指に入る最高の書体デザイナーの一人」と評している。

## 書体
トバイアス・フリア＝ジョーンズの手がけた書体には次のようなものがある。
- Armada、1987年 - 1994年
- Dolores、1990年
- Hightower Text（英語版）
- Nobel（英語版）、1991年 - 1993年
- Garage Gothic、1992年
- Cassandra、1992年
- Pythagoras、1992年
- Proxy、1992年
- Zoetrope、1992年
- Horizon、1992年
- Archipelago、1992年 - 1998年
- Vitriol、1992年 - 1994年
- Cafeteria、1993年
- Epitaph、1993年
- Nixie、1993年
- Reiner Script、1993年
- Stereo、1993年
- Chainletter、1993年 - 1994年
- Reactor、1993年 - 1996年
- Interstate（英語版）、1993年 - 1999年
- Fibonacci、1994年
- Sum Of The Parts、1994年
- Rietveld、1994年
- Supermodel、1994年
- Niagara、1994年
- Asphalt、1995年
- Benton Gothic（英語版）、1995年
- Citadel、1995年
- Microphone、1995年
- Pilsner、1995年
- Poynter Oldstyle、1996年 - 1997年
- Poynter Gothic、1997年
- Griffith Gothic、1997年 - 2000年
- Whitney（英語版）、1996年 - 2004年
- Benton Modern (with David Berlow)、1997年 - 2015年
- Numbers（ジョナサン・ヘフラー（英語版）との共作）、1997年 - 2006年
- Phemister、1997年
- Grand Central、1998年
- Welo Script、1998年
- Mercury Text（ジョナサン・ヘフラーとの共作）、1999年
- Vitesse（ジョナサン・ヘフラーとの共作）、2000年
- Landmark（ジョナサン・ヘフラーとの共作）、2000年 - 2012年
- Evolution（ジョナサン・ヘフラーとの共作）、2000年
- Retina（英語版）、2000年 - 2016年
- Nitro、2001年
- Surveyor（英語版）、2001年
- Archer（英語版）（ジョナサン・ヘフラーとの共作）、2001年
- Gotham（英語版）、2000年 - 2009年
- Idlewild、2002年 - 2012年
- Exchange、2002年 - 2017年
- Monarch、2003年
- Dulcet、2003年
- Tungsten、2004年 - 2012年
- Argosy、2004年
- Gotham Rounded、2005年
- Mallory、2015年
- Conductor（ニナ・シュテッシンガーとの共同設計）、2018年
- Empirica（ニナ・シュテッシンガーとの共同設計）、1994年 - 2018年
- Seaford（ニナ・シュテッシンガー、フレッド・シャルクラスとの共同設計）、2019年 - 2021年
- Community Gothic（フレッド・シャルクラス、ニナ・シュテッシンガーとの共同設計）、1997年 - 2022年
- Supermassive（フレッド・シャルクラス、ニナ・シュテッシンガー、ロージー・マイとの共同設計）、2019年 - 2024年